# Jesús Martínez de Bujanda
Jesús Martínez de Bujanda (* 1935 in Navarra, Spanien) ist ein spanisch-kanadischer Historiker.

## Leben und Wirken
Jesús Martínez de Bujanda ist der Neffe des spanischen Jesuiten und Theologen Jesús Martínez de Bujanda Ciordía (1896–1959). Er erlangte Doktorgrade für Geschichte an der Sorbonne in Paris und 1965 für Theologie mit einer Arbeit über Diego de Estella an der Päpstlichen Universität Gregoriana in Rom. Ab 1965 war er Professor am Institut für Geschichte der Université de Sherbrooke in Québec, Kanada. Von 1969 bis 1970 war er Direktor des Instituts. 1969 war er Gründer und bis 1998 Direktor des Zentrums für Renaissance-Studien („Centre d’études de la Renaissance“) der Université de Sherbrooke. 2002 wurde er emeritiert.
Seine Forschungs- und Publikationsschwerpunkte sind Religions- und Geistesgeschichte, Geschichte des Mittelalters, der Renaissance und des modernen Europas, insbesondere von Frankreich, Italien und Spanien, Zensur und Reformation, Gegenreformation und Humanismus mit Forschungen zu Giovanni Pico della Mirandola, Thomas Morus, Erasmus von Rotterdam, Martin Luther, Nikolaus von Kues und Wilhelm von Ockham.
Jesús Martínez de Bujanda gehörte 1976 zum Organisationskomitee des Gründungskongresses der Kanadischen Gesellschaft für Renaissance-Studien („Société Canadienne d’Études de la Renaissance“). Von 1976 bis 1978 war er deren Vizepräsident und von 1978 bis 1980 Präsident.
1975 war das von ihm geleitete Zentrum für Renaissance-Studien der Universität Sherbrooke institutionelles Mitglied in der „Fédération Internationale des Sociétés et Instituts de la Renaissance“. Bujanda war 1989 bis 1990 Secrétaire-trésorier der Fédération.

## Auszeichnungen und Ehrungen
- 1984: Médaille du Collège de France
- 1984: Korrespondierendes Mitglied der Hispanic Society of America
- 1995: Mitglied der Royal Society of Canada
- 1997–1999: Killam-Stipendium des Conseil des Arts du Canada
- 2000: Ehrenmitglied der Hispanic Society of America
- 2004: Medaille zum 50-jährigen Jubiläum der Université de Sherbrooke
- 2004: Auszeichnung der Kanadischen Gesellschaft für Renaissance-Studien für sein Lebenswerk (ex aequo mit David Hoeniger)[8]

## Schriften
Das Hauptwerk von Jesús Martínez de Bujanda ist die Zusammenstellung und Leitung der Herausgabe der Sammlung Index des livres interdits, eine Zusammenstellung von Listen verbotener Bücher der Frühen Neuzeit, deren bekanntester der Index librorum prohibitorum ist. Zum Herausgebergremium gehörten weiterhin Peter G. Bietenholz von der University of Saskatchewan, Serge Lusignan und Claude Sutto von der Université de Montréal und John A. Tedeschi von der University of Wisconsin–Madison. Bekannte Wissenschaftler verfassten historische Einleitungen, die Zusammenstellung der Bände erfolgte unter Mitarbeit von Mitgliedern des Zentrums für Renaissance-Studien, von denen insbesondere René Davignon, Ela Stanek und Marcella Richter größeren Anteil hatten.
Zehn Bände der Sammlung entstanden zwischen 1984 und 1996, diese wurden 2002 durch ein Gesamtregister (Band 11) abgeschlossen. Die Titel erschienen in der Librairie Droz in Genf, der Band 11 auch bei Médiaspaul in Montréal. Das 2016 bei Biblioteca de Autores Cristianos erschienene Inquisición española (1551–1819) wird mitunter als Band 12 der Sammlung angesehen.
- Band 1: Index de l’Université de Paris. 1544, 1545, 1547, 1549, 1551, 1556. Mit Francis M. Higman, René Davignon, Ela Stanek. Historische Einleitung von James K. Farge. 1985, ISBN 978-2-7622-0029-4 (eingeschränkte Vorschau in der Google-Buchsuche).
- Band 2: Index de l’Université de Louvain. 1546, 1550, 1558. Mit Patrick Pasture, Geneviève Glorieux, René Davignon, Ela Stanek. Historische Einleitung von Leon-E. Halkin. 1986, ISBN 978-2-7622-0033-1 (eingeschränkte Vorschau in der Google-Buchsuche).
- Band 3: Index de Venise. 1549. Venise et Milan. 1554. Mit René Davignon, Ela Stanek. Historische Einleitung von Paul F. Grendler. 1987, ISBN 978-2-7622-0036-2 (eingeschränkte Vorschau in der Google-Buchsuche).
- Band 4: Index de l’Inquisition portugaise. 1547, 1551, 1561, 1564, 1581. Mit René Davignon, Ela Stanek, Marcella Richter. Historische Einleitung von José Sebastião Da Silva Dias. 1995, ISBN 978-2-7622-0088-1[Anm. 1] (eingeschränkte Vorschau in der Google-Buchsuche).
- Band 5: Index de l’Inquisition espagnole. 1551, 1554, 1559. Mit René Davignon, Ela Stanek. 1984, ISBN 978-2-7622-0024-9 (eingeschränkte Vorschau in der Google-Buchsuche).
- Band 6: Index de l’Inquisition espagnole. 1583, 1584. Mit René Davignon, Ela Stanek, Marcella Richter. 1993, ISBN 978-2-7622-0087-4 (eingeschränkte Vorschau in der Google-Buchsuche).
- Band 7: Index d’Anvers. 1569, 1570, 1571. Mit René Davignon, Ela Stanek. Historische Einleitung von Leon-E. Halkin. 1988, ISBN 978-2-7622-0045-4 (eingeschränkte Vorschau in der Google-Buchsuche).
- Band 8:Index de Rome. 1557, 1559, 1564. Les premiers index romains et l’index du Concile de Trente. Mit René Davignon, Ela Stanek. 1991, ISBN 978-2-7622-0055-3 (eingeschränkte Vorschau in der Google-Buchsuche).
- Band 9: Index de Rome. 1590, 1593, 1596. Avec étude des index de Parme 1580 et Munich 1582. Mit Ugo Rozzo, Peter G. Bietenholz, Paul F. Grendler, René Davignon, Ela Stanek, Marcella Richter. 1994, ISBN 978-2-7622-0088-1[Anm. 1] (eingeschränkte Vorschau in der Google-Buchsuche).
- Band 10: Thesaurus de la littérature interdite au XVIe siècle. Auteurs, ouvrages, éditions. Mit René Davignon, Ela Stanek, Marcella Richter. 1996, ISBN 978-2-7622-0089-8 (eingeschränkte Vorschau in der Google-Buchsuche).
- Band 11: Index librorum prohibitorum. 1600–1966. Mit Marcella Richter. Librairie Droz, Genf 2002, ISBN 978-2-600-00818-1 und Médiaspaul, Montréal 2002, ISBN 978-2-89420-522-8 (Digitalisat).
- (Band 12): El índice de libros prohibidos y expurgados de la Inquisición española (1551–1819). Evolución y contenido. Mit Marcella Richter. Biblioteca de Autores Cristianos, Madrid 2016, ISBN 978-84-220-1882-7.

Weitere Schriften:
- Diego de Estella (1524–1578). Estudio de sus obras castellanas. Dissertation. Gregoriana, Rom 1965. Iglesia Nacional Española, Rom 1970, OCLC 313896116.
- (Hrsg.): Érasme de Rotterdam: Liberté et unité dans l’Église. Centre d’études de la Renaissance, Sherbrooke 1971, OCLC 163310728.
- (Hrsg.): Juan de Cazalla: Lumbre del Alma. Fundación Universitaria Española, Madrid 1974, ISBN 84-600-6148-5.
- (Hrsg.): Le contrôle des idées à la Renaissance (= Études de Philologie et d’Histoire. Band 49). Konferenzschrift. Librairie Droz, Genf 1995, ISBN 978-2-600-00180-9.
- Tratado del amor de Dios de Santo Tomás de Villanueva. Estudio Histórico-doctrinal y edición del texto. In: La Ciudad de Dios. Vol. 183, Nr. 1, 1970, S. 38–89.[10] Auch: Real Monasterio, El Escorial 1970, OCLC 433062286.

Jesús Martínez de Bujanda veröffentlichte über 30 Arbeiten in Fachzeitschriften. Er gab 22 Bände einer Reihe des Zentrums für Renaissance-Studien der Université de Sherbrooke heraus und Titel einer Reihe, die bei Librairie Droz von 1967 bis 1997 als Études de Philologie et d’Histoire (ZDB-ID 420505-4) erschien und danach als Cahiers d’Humanisme et Renaissance (ZDB-ID 1440230-0) fortgesetzt wurde.